# 아일라우 전투
아일라우 전투는 나폴레옹 전쟁 중 러시아의 제4차 대프랑스 동맹 때 벌어진 전투로 프랑스군이 전술적으로 승리했다.

## 전투 과정
두 군대는 쾨니히스베르크(지금의 러시아 칼리닌그라드)에서 남쪽으로 37km 떨어진 도시 아일라우에서 격전을 벌였다. 나폴레옹은 러시아군의 기습적인 겨울 공세로 인해 7만 4000명을 이끌고 맞섰고 러시아-프로이센 동맹군은 레온티 레온티예비치 베니히센 장군이 7만 6000명을 이끌고 맞섰다. 2월 7일 첫날 전투에서는 양측 각각 4000명의 사상자를 내고 성과 없이 끝났다. 2월 8일 둘째 날 아침에 나폴레옹은 4만 1000명의 군대만 이끌고 증원군이 도착할 때까지 6만 3000명의 러시아군과 싸웠다. 그러나 기병대 공격으로 러시아군을 막으려 했던 나폴레옹의 작전은 눈보라로 인해 무산되어 제1차 공격에 엄청난 피해를 입고 끝났다. 이에 러시아군은 3개 대열이 프랑스군의 취약한 방어선으로 진격했고 나폴레옹은 조아생 뮈라의 기병대 예비 병력 1만 700명을 시켜 러시아군의 중심부 공격을 명했다. 기병대는 러시아군의 진격을 저지하고 2개 대열로 나누어 러시아군 전열의 중앙을 돌파해 다시 러시아군이 재편성 해 전열을 가다듬은 러시아군을 공격했다. 이 공격으로 나폴레옹은 겨우 중앙부대를 지키고 위기를 넘겨 다음 6시간 동안 지겨운 전투 끝에 오후 10시경에 전투가 끝났다. 그 날 밤 베니히센의 러시아군은 퇴각했다. 그러나 이 전투는 나폴레옹의 완전한 승리로 볼 수 없는데 나폴레옹의 군대 역시 막대한 피해를 입었고 특히 조아생 뮈라의 결정적인 맹활약이 없었더라면 나폴레옹의 군대가 패배할 수 있었기 때문이다. 게다가 이 전투에서 프랑스군은 러시아군의 겨울 공세까지 받았음에도 불구하고 이후 러시아 정벌을 단행하게 된다.